# Pablo Díaz de Zárate y Ortíz de Zárate
Blahoslavený Pablo Díaz de Zárate y Ortíz de Zárate, řeholním jménem Norberto José (21. ledna 1892, Murúa-Cigoitia – 30. července 1936, Madrid), byl španělský římskokatolický řeholník Kongregace školských bratří a mučedník.

## Život
Narodil se 21. ledna 1892 v Murúa-Cogoitia.
Roku 1905 vstoupil do postulátu Kongregace školských bratří v Bugedu a roku 1907 vstoupil do noviciátu, kde přijal jméno Norberto José.
Působil na školách v Puerto Real (1920), Cádizu (1924), Seville (1929) a Madridu. Pracoval také v nakladatelství Bruño.
Když v červenci 1936 vypukla španělská občanská válka, jeho řeholní kongregace byla předmětem prvních útoků revolucionářů.
Dne 30. července 1936 vtrhli do domu bratří revolucionáři, kteří bratry podrobili výslechu, poté je svázali a odvezli do Casa de Campo. Tam byl spolu s šesti dalšími spolubratry zastřelen.

## Proces blahořečení
Po roce 1990 byl v arcidiecézi Madrid zahájen jeho beatifikační proces spolu s dalšími 24 mučedníky Kongregace školských bratří a Řádu karmelitánů. Dne 19. prosince 2011 uznal papež Benedikt XVI. mučednictví této skupiny řeholníků. Blahořečeni byli 13. října 2013 ve skupině 522 mučedníků Španělské občanské války.